# Aspila anartoides
Aspila anartoides är en fjärilsart som beskrevs av Embrik Strand 1915. Aspila anartoides ingår i släktet Aspila och familjen nattflyn. Inga underarter finns listade i Catalogue of Life.